# Nanoščica
Nanoščica este o arie protejată (arie specială de conservare — SAC, sit de importanță comunitară — SCI) din Slovenia întinsă pe o suprafață de 771,37 ha, integral pe uscat.

## Localizare
Centrul sitului Nanoščica este situat la coordonatele 45°47′09″N 14°08′03″E / 45.7858°N 14.1342°E.

## Înființare
Situl Nanoščica a fost declarat sit de importanță comunitară în aprilie 2004 pentru a proteja 6 specii de animale. Situl a fost protejat și ca arie specială de conservare în februarie 2012.

## Biodiversitate
Situată în ecoregiunile alpină și continentală, aria protejată conține 3 habitate naturale: Pajiști cu Molinia pe soluri calcaroase, turboase sau argilos-nămoloase (Molinion caeruleae), Fânețe de joasă altitudine (Alopecurus pratensis, Sanguisorba officinalis), Păduri aluvionare cu Alnus glutinosa și Fraxinus excelsior (Alno-Padion, Alnion incanae, Salicion albae).
La baza desemnării sitului se află mai multe specii protejate:
- mamifere (1): liliacul mic cu potcoavă (Rhinolophus hipposideros)
- nevertebrate (4): fluturele-tigru (Callimorpha quadripunctaria), fluturele auriu (Euphydryas aurinia), fluturele purpuriu (Lycaena dispar), Maculinea teleius
- pești (1): zglăvoacă (Cottus gobio)